# Лука Хрисоверг
Лука́ Хрисове́рг или Лука́ Хризове́рг (греч. Λουκᾶς Χρυσοβέργης; XII век) — Патриарх Константинопольский с 1156 по 1169 год.
Место и год рождения Луки неизвестны. До патриаршества Лука был иноком.
Патриаршество Луки характеризуется широкой церковно-законодательной деятельностью. Лука созвал несколько церковных соборов в столице и от имени их издал определения, которые сохранились. Целью соборных определений было как исправление недостатков в положении клириков, так и разрешение отдельных вопросов, общего церковного значения. Соборные определения изданы в 119 томе Греческой патрологии. Клирики управляли домами или чужими поместьями, служили в магистратуре, исправляли должности сборщиков податей, занимались адвокатурой в судах, содержали бани, даже питейные заведения и публичные дома. Все эти занятия были запрещены соборными определениями и, согласно этим определениям, клирики, виновные в них, впоследствии должны быть подвержены наказаниям. Соборные определения запрещали священникам и дьяконам заниматься медицинской практикой, причиной этого было следующее: клирики во время врачебных занятий снимали платье, присвоенное им званию, и надевали мирскую одежду, чтобы ничем не отличаться от прочих врачей. Во время патриаршества Луки на соборе решался вопрос о крещении мальчиков-мусульман, взятых в плен. В Византии их старались крестить; однако выяснилось, что часть из них крещены в детстве. Оказалось, что в отдельных местах родители мусульмане крестили своих детей у православных священников в суеверии о том, что таким образом их дети будут избавлены от демонских напастей и не станут пахнуть по-собачьи. Встал вопрос о действительности такого крещения. Собор постановил: крещение, совершаемое мусульманами над своими детьми у православных священников, считать не святым крещением, а волшебством и некоторого рода врачеванием и определил крестить снова мусульманских мальчиков, взятых в плен. Другой вопрос, поднятый на соборе, был следующим — один византийский аристократ дал обет поститься все среды в честь Иоанна Крестителя, на среду падал праздник Рождества Христова; вельможа обратился к императору Мануилу с вопросом о том, следует ли сохранять обет. Мануил поручил собору решить данный вопрос, собор одобрил обет аристократа, но разрешил ему не соблюдать пост в этот праздник. В правление патриарха Луки Хризоверга по его инициативе запрещён следующий соблазнительный обычай: в праздник святых Нотариев учителя, учившие детей чистописанию (нотарии), имели обыкновение надевать сценические маски и в таком виде появляться в публичных местах. Патриарх запретил делать это на будущее время.
На Константинопольском соборе 1157 года под председательством Луки Хризоверга учение Сотириха о жертве Христа было осуждено как еретическое.
А. П. Лебедев считает, что в отношениях с императором патриарх Лука Хризоверг иногда проявлял приличное его сану дерзновение, но иногда унижался до непозволительной лести. Император Мануил по поводу военного триумфа решил устроить религиозную процессию в храм Софии, при этом он захотел, чтобы в этой процессии принял участие и гостивший в это время в Византии султан Кылыч-Арслан, но Лука воспротивился воле правителя. Патриарх в этом случае показывает себя с лучшей стороны и проявляет ревность и дерзновение. В то же время он позволил закончить «деяния» одного собора, бывшего при нём, следующими льстивыми словами императору Мануилу: «Молимся и с царем Давидом поём: да положит Бог престол его (Мануила), как дни неба, и уготовает семя его (Мануила) в век, и исполнит все желания сердца его, все народы да послужат ему». Читать это тем более странно, что сам Лука Хрисоверг неохотно склонился к мнению императора, провозглашённому на указанном соборе.
Лука Хрисоверг в 1160-х годах состоял в переписке с русским великим князем Андреем Боголюбским, сохранилась грамота Луки к великому князю. Андрей Боголюбский стремился иметь в своей области отдельного митрополита, но Лука ответил князю отказом. Известен ряд стихотворений религиозного содержания, принадлежащих перу Луки Хрисоверга.